# Stavri Lubonja
Stavri Lubonja (Korce, Albania; 12 de septiembre de 1935 – 27 de diciembre de 2024) fue un futbolista y entrenador de fútbol albanés que jugó en la posición de delantero centro.

## Carrera

### Jugador
Jugó toda su carrera con el FK Dinamo Tirana de 1955 a 1961, equipo con el que fue campeón nacional en tres ocasiones y una copa nacional, además de título de goleador en la temporada de 1959.

### Entrenador
| Periodo   | Club             |
| --------- | ---------------- |
| 1966-1968 | Flamurtari Vlorë |
| 1979–1981 | FK Dinamo Tirana |

## Vida personal
Lubonja estuvo casado por muchos años con la bailarina Mediha Veçani. Tenía la ciudadanía estadounidense desde que su padre emigrara a Estados Unidos solo para regresar en 1931, cuatro años antes del nacimiento de Stavri.

## Logros

### Jugador
- Kategoria Superiore (3): 1955, 1956, 1960
- Copa de Albania (1): 1960

### Entrenador
- Kategoria Superiore (1): 1979/80

### Individual
- Goleador de la Kategoria Superiore en 1959 (11 goles).